# Xu hướng thị trường

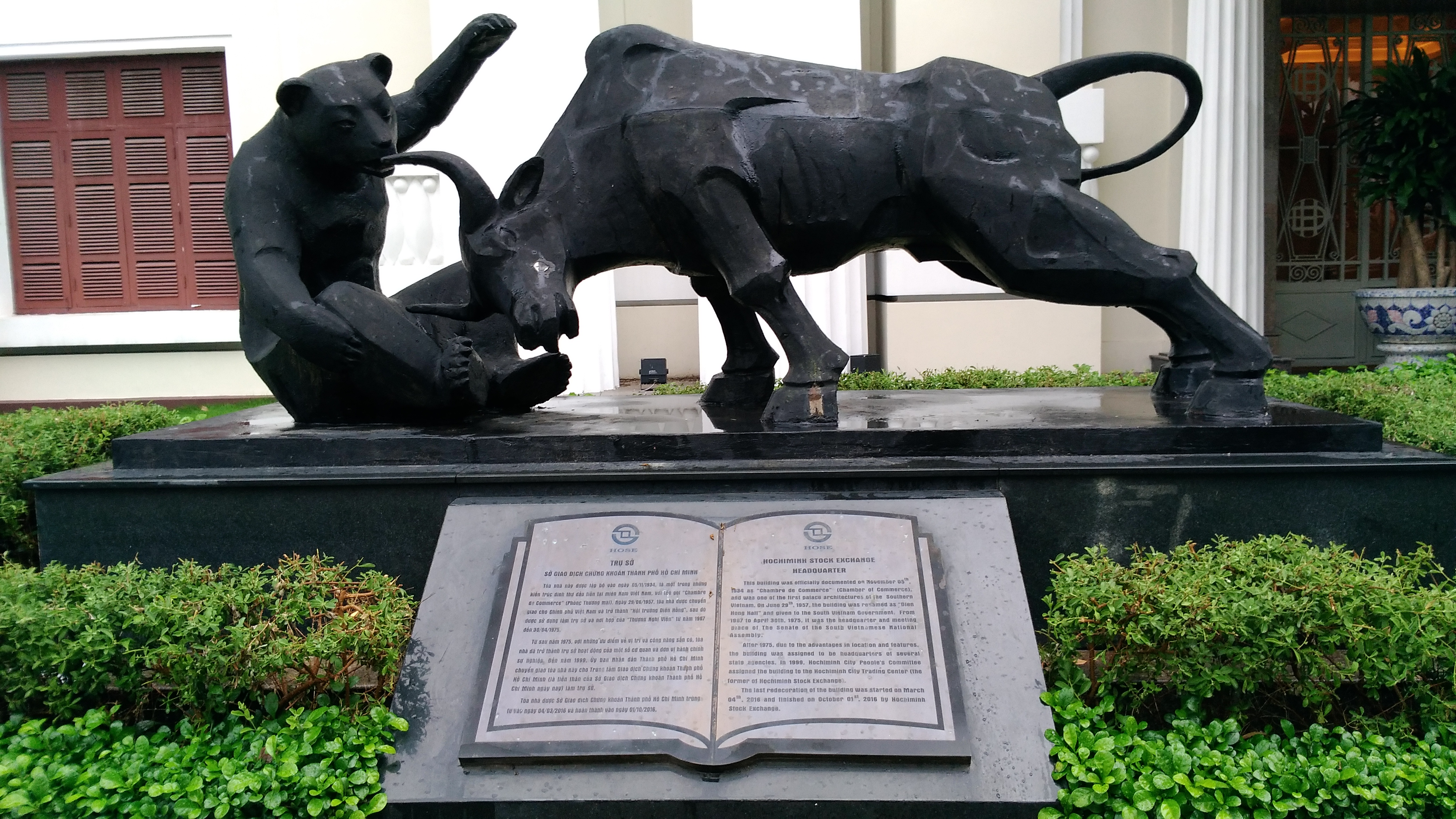
Tượng gấu đấu bò trước Sở Giao dịch Chứng khoán Thành phố Hồ Chí Minh

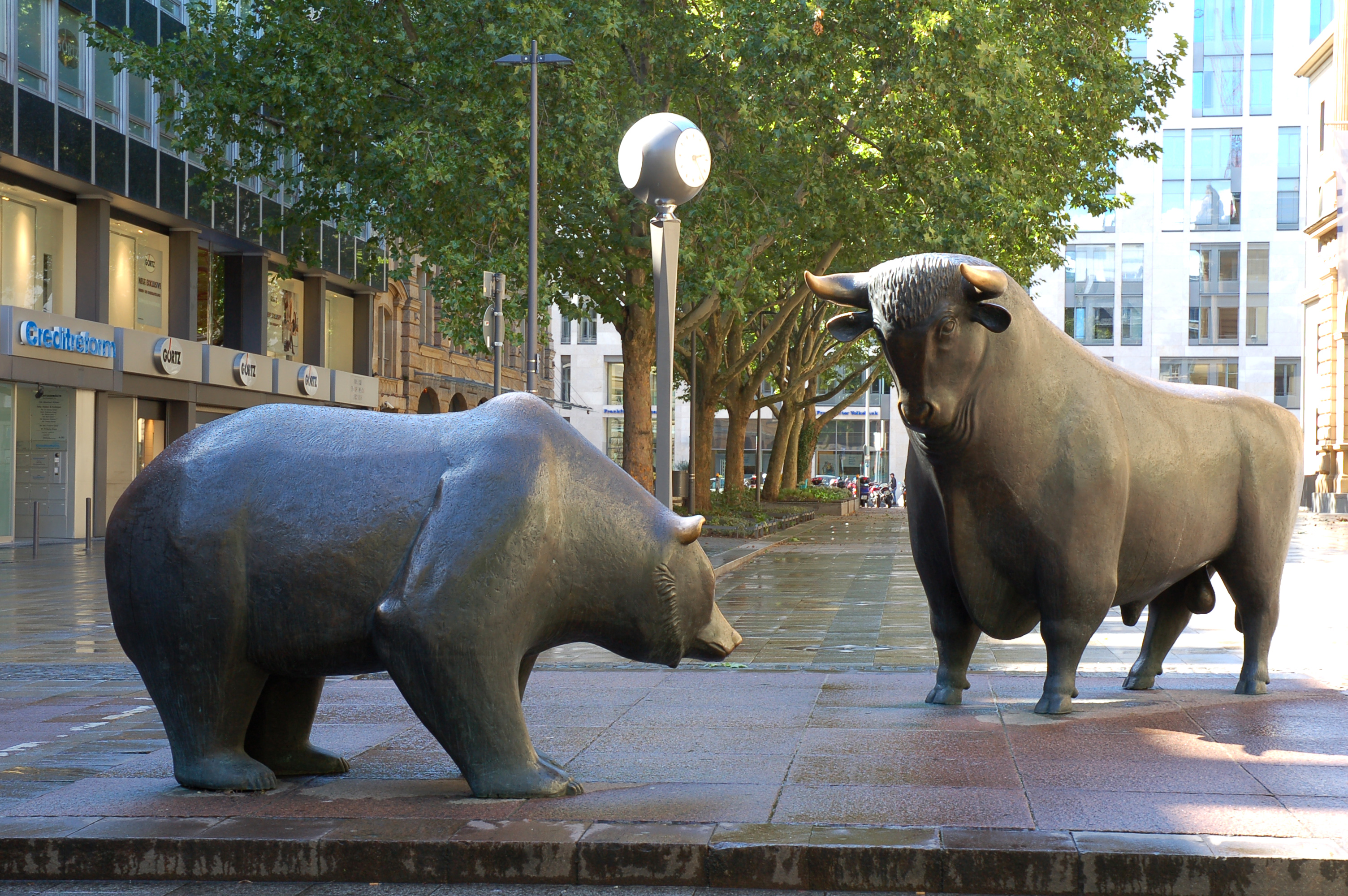
Bức tượng của hai con thú biểu tượng của tài chính, con gấu và con bò, ở phía trước của Sàn giao dịch chứng khoán Frankfurt.

Xu hướng thị trường (thuật ngữ tiếng Anh: Market trend) là xu thế của một thị trường tài chính di chuyển theo một hướng cụ thể qua thời gian. Các xu hướng này được phân loại thành trường kỳ cho các khung thời gian dài hạn, chính cho các khung thời gian trung hạn, và phụ cho các khung thời gian ngắn hạn. Các thương nhân xác định các xu hướng thị trường bằng cách dùng phân tích kỹ thuật, một khung thời gian đặc trưng các xu hướng thị trường như các xu thế giá cả có thể dự đoán được trong thị trường khi giá cả đạt tới các ngưỡng hỗ trợ và kháng cự, thay đổi theo thời gian. Các thuật ngữ thị trường Bò và thị trường Gấu mô tả các xu hướng thị trường đi lên và đi xuống, một cách tương ứng, và có thể được sử dụng để mô tả toàn bộ thị trường hay các lĩnh vực và chứng khoán riêng biệt.

## Từ nguyên
Nguồn gốc chính xác của cụm từ "thị trường bò" và "thị trường gấu" không ai biết tới. Từ điển tiếng Anh Oxford trích dẫn một sử dụng 1891 của thuật ngữ "thị trường bò". Trong tiếng Pháp "bulle spéculative" chỉ một bong bóng thị trường đầu cơ. Từ điển từ nguyên trực tuyến liên quan từ "bull" tới "thổi phồng, sưng lên", và định ngày cho ý nghĩa thị trường chứng khoán của nó vào năm 1714. Các phong cách chiến đấu của cả hai con thú có thể có một tác động lớn đến những cái tên. Khi một con bò đực chiến đấu nó sẽ hất sừng của nó lên, khi một con gấu chiến đấu nó sẽ đè xuống đối thủ của mình với bàn chân của nó.
Một từ nguyên giả thuyết chỉ tới "những kẻ đầu cơ" (những người tạo lập thị trường) da gấu Luân Đôn, người sẽ có thể bán da gấu trước khi những con gấu đã thực sự bị bắt trái với câu tục ngữ ne vendez pas la peau de l'ours avant de l’avoir tué ("đừng bán da gấu trước khi bạn giết gấu") - một lời khuyên cho sự quá lạc quan. Cho đến thời điểm bong bóng biển Nam của năm 1721, con gấu cũng được kết hợp với bán khống; những kẻ đầu cơ sẽ có thể bán da gấu họ đã không làm chủ với dự đoán của giá cả giảm, mà sẽ cho phép họ mua lại chúng sau này cho một lợi nhuận bổ sung.
Một nguồn gốc chính đáng khác là từ chữ "Bulla" có nghĩa là hóa đơn, hoặc hợp đồng. Khi một thị trường đang tăng lên, những người nắm giữ của các hợp đồng giao hàng trong tương lai của một hàng hóa thấy được giá trị gia tăng hợp đồng của họ. Tuy nhiên trong một thị trường đang rơi xuống, các đối tác, các "người mang" (bearers) của hàng hóa sẽ được chuyển giao này có lợi bởi vì chúng đã bị khóa trong một mức giá giao hàng tương lai đó là cao hơn so với mức giá hiện tại.
Một số giả thuyết tương tự đã được sử dụng như phương tiện giúp trí nhớ:
- Bull là viết tắt của 'bully', bây giờ mang ý nghĩa của 'xuất sắc'.
- Nó liên quan đến tốc độ của động vật: con bò đực thường tính ở tốc độ rất cao trong khi gấu thường được coi là một kẻ di chuyển lười biếng và thận trọng - một quan niệm sai lầm bởi vì một con gấu, trong điều kiện thích hợp, có thể chạy nhanh hơn một con ngựa.[7]
- Chúng ban đầu được dùng để chỉ hai gia đình hoạt động ngân hàng giao thương cũ, Barings và Bulstrodes.
- Từ "bò" thể hiện các hoàn vốn của thị trường là "đầy đủ", trong khi "gấu" ám chỉ đến các hoàn vốn của thị trường là "nghèo nàn".
- "Bò" tượng trưng cho tích trữ trước với sự tự tin quá mức trong khi "gấu" tượng trưng cho sự chuẩn bị cho mùa đông và ngủ đông trong nghi ngờ.

Nhóm tác phẩm điêu khắc quốc tế Mark và Diane Weisbeck đã được chọn để thiết kế lại Thị trường Bò của phố U-ôn. Điêu khắc chiến thắng của họ, "Bull Market Rocket" đã được chọn làm biểu tượng thế kỷ 21, hiện đại của Thị trường Bò xu hướng lên.

## Xu hướng chính
Một xu hướng chính có ủng hộ rộng rãi trong suốt toàn bộ thị trường (hầu hết các lĩnh vực) và kéo dài cho năm hoặc lâu hơn.

### Thị trường bò

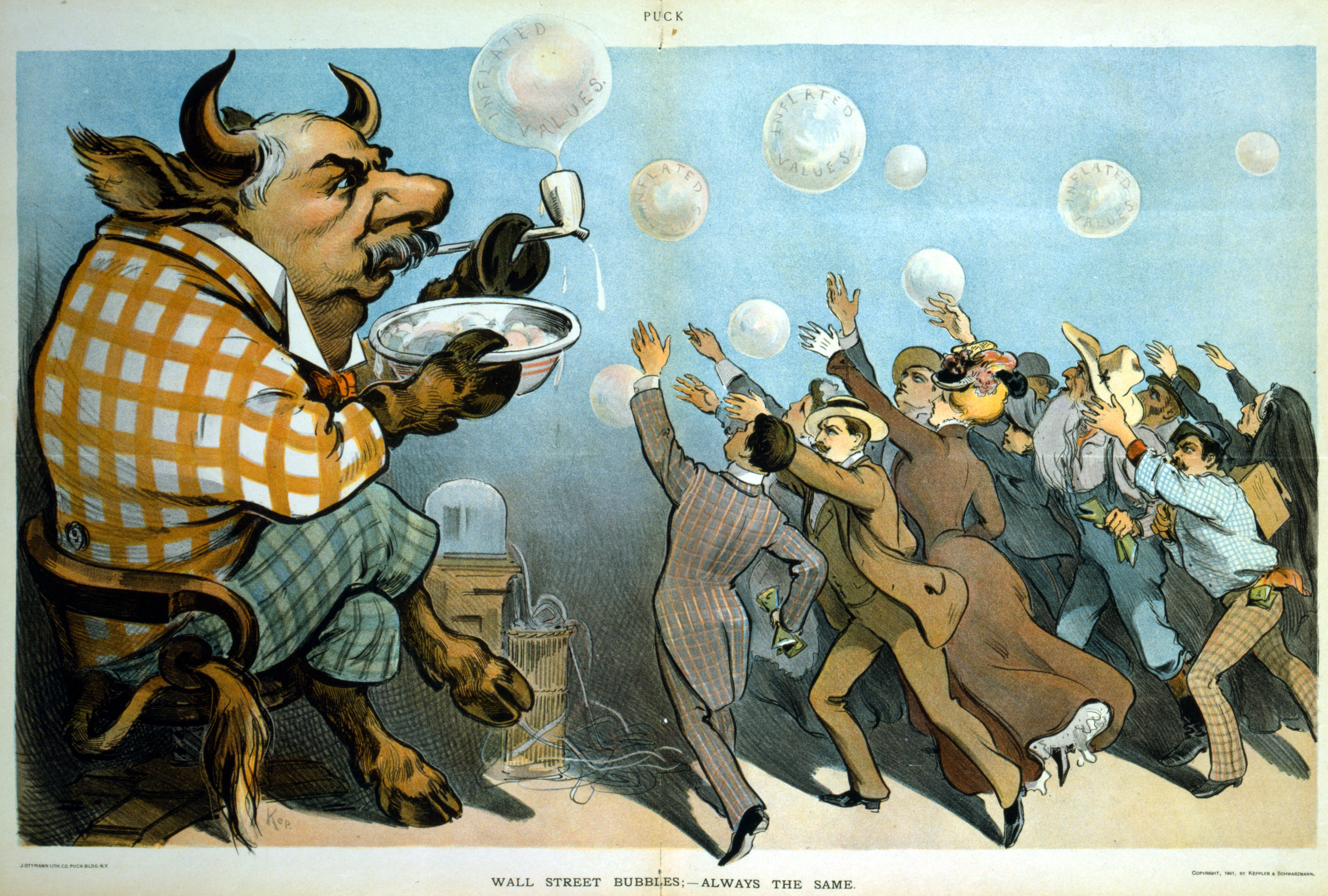
Một tranh vui năm 1901 mô tả nhà tài chính J. P. Morgan như một con bò đực với các nhà đầu tư háo hức

Một thị trường bò có liên quan với tăng niềm tin nhà đầu tư, và tăng đầu tư vào các dự đoán tăng giá trong tương lai (các tăng vốn). Một xu hướng Bò trong thị trường chứng khoán thường bắt đầu trước khi nền kinh tế nói chung có dấu hiệu phục hồi rõ nét.
Ví dụ: Chỉ số Sàn giao dịch chứng khoán Bombay của Ấn Độ, Sensex, đã trong một xu hướng thị trường Bò trong khoảng năm năm, từ tháng 4 năm 2003 đến tháng 1 năm 2008 vì nó tăng từ 2.900 điểm lên 21.000 điểm. Các thị trường bò đáng chú ý được đánh dấu 1925-1929, 1953-1957 và giai đoạn 1993-1997 khi thị trường chứng khoán Mỹ và nhiều nơi khác tăng; trong khi giai đoạn đầu tiên kết thúc đột ngột với sự bắt đầu của Đại khủng hoảng sự kết thúc của các khoảng thời gian sau chủ yếu là các giai đoạn của hạ cánh mềm, mà đã trở thành các thị trường gấu lớn. (xem: Suy thoái kinh tế 1960-1961 và bong bóng dot-com trong 2000-01)

### Thị trường Gấu
Một thị trường gấu là một sự suy giảm chung trong thị trường chứng khoán qua một khoảng thời gian. Nó là một quá trình chuyển đổi từ lạc quan nhà đầu tư cao sang lo sợ và bi quan nhà đầu tư rộng khắp. Theo The Vanguard Group, "Trong khi không có định nghĩa được thỏa thuận về một thị trường gấu, một trong những đo lường được chấp nhận chung là giảm giá 20% hoặc nhiều hơn qua ít nhất một khoảng thời gian hai tháng."
Ví dụ: Một thị trường gấu theo sau sụp đổ phố U-ôn năm 1929 và xóa 89% (386-40) vốn hóa thị trường của Trung bình công nghiệp Dow Jones vào tháng 7 năm 1932, đánh dấu sự bắt đầu của Đại suy thoái. Sau khi lấy lại gần 50% thiệt hại của nó, một thị trường gấu dài hơn từ 1937-1942 đã xảy ra, trong đó thị trường một lần nữa lại bị cắt giảm đi một nửa. Một thị trường gấu dài hạn xảy ra từ khoảng 1973-1982, bao gồm các khủng hoảng năng lượng năm 1970 và thất nghiệp cao của đầu những năm 1980. Tuy nhiên, một thị trường gấu khác đã xảy ra giữa tháng 3 năm 2000 và tháng 10 năm 2002. Các ví dụ gần đây nhất xảy ra giữa tháng 10 năm 2007 và tháng 3 năm 2009, là kết quả của khủng hoảng tài chính toàn cầu hiện nay.

### Đỉnh thị trường
Một đỉnh thị trường (hoặc cao thị trường) thường không phải là một sự kiện đầy kịch tính. Thị trường chỉ đơn giản là đã đạt đến điểm cao nhất mà nó sẽ đạt, trong một thời gian (thường là vài năm). Nó được định nghĩa theo cách hồi tố do những người tham gia thị trường không nhận thức được nó khi nó xảy ra.
Một sự suy giảm thường đi theo sau đó, từ từ lúc ban đầu và về sau với tốc độ nhanh chóng hơn.
William J. O'Neil và công ty báo cáo từ những năm 1950 một đỉnh thị trường được đặc trưng bởi ba đến năm ngày phân phối tại một chỉ số thị trường chính xảy ra trong một thời gian tương đối ngắn. Phân phối là một suy giảm trong giá với khối lượng cao hơn so với phiên trước đó.
Ví dụ: Đỉnh cao của bong bóng dot-com (được đo bằng NASDAQ-100) xảy ra vào ngày 24 Tháng Ba năm 2000. Chỉ số này đóng cửa ở mức 4,704.73 và đã không trở lại kể từ khi đến mức đó. Chỉ số Nasdaq đạt mức cao nhất 5,132.50 và chỉ số S&P 500 tại 1.525,20. Một điểm cao mới cho thị trường Mỹ rộng là 09 tháng 10 năm 2007. Chỉ số S&P 500 đóng cửa ở mức 1565 và Nasdaq ở 2.861,50.

### Đáy thị trường
Một đáy của thị trường là một sự đảo ngược xu hướng, kết thúc của một suy thoái thị trường, và trước sự khởi đầu của một xu hướng di chuyển lên phía trên (thị trường bò). Rất khó khăn để xác định đáy (được gọi bởi các nhà đầu tư là "bắt đáy") trong khi nó đang xảy ra. Sự tăng sau khi giảm thường là ngắn ngủi và giá có thể lại tiếp tục suy giảm của chúng. Điều này sẽ có thể mang lại mất mát cho nhà đầu tư mua chứng khoán trong đáy của thị trường bị đánh giá sai hoặc đáy "sai". Baron Rothschild được cho là đã khuyên rằng thời gian tốt nhất để mua là khi có "đổ máu trên phố", tức là, khi thị trường đã giảm rất mạnh và tâm lý nhà đầu tư là cực kỳ tiêu cực.
Một số ví dụ về đáy của thị trường, theo các giá trị đóng cửa của Trung bình công nghiệp Dow Jones (DJIA) bao gồm:
- Chỉ số trung bình công nghiệp Dow Jones đạt mức đáy 1.738,74 vào ngày 19 Tháng 10 năm 1987, là kết quả của sự suy giảm từ 2.722,41 vào ngày 25 tháng 8 năm 1987. Đây là ngày được gọi là Ngày thứ Hai đen tối (biểu đồ[11]).

- Một đáy 7.286,27 đã đạt được trên chỉ số DJIA vào ngày 09 tháng 10 năm 2002 là kết quả của sự suy giảm từ 11.722,98 vào ngày 14 Tháng Một 2000. Điều này bao gồm một đáy trung gian 8235,81 vào 21 Tháng Chín năm 2001 (thay đổi 14% từ 10 tháng Chín) dẫn đến một đỉnh trung gian 10.635,25 vào 19 Tháng ba năm 2002 (biểu đồ). Nasdaq "công nghệ-nặng" rớt một đường dốc hơn 79% so với đỉnh điểm 5132 (10 tháng 3 năm 2000) đến đáy 1108 dưới cùng của nó (ngày 10 tháng 10 năm 2002).

- Một đáy 6,440.08 (DJIA) vào 09 tháng 3 năm 2009 đã bị chạm đến sau sụt giảm liên quan đến khủng hoảng thế chấp dưới chuẩn bắt đầu từ 14.164,41 vào ngày 09 tháng 10 năm 2007 (biểu đồ[13]).

## Xu hướng phụ
Các xu hướng phụ là các thay đổi ngắn hạn theo hướng giá trong một xu hướng chính. Thời gian là vài tuần hoặc vài tháng.
Một loại xu hướng thị trường thứ cấp được gọi là điều chỉnh thị trường. Điều chỉnh là một sự suy giảm giá ngắn hạn từ 5% đến 20% hoặc hơn. Sự điều chỉnh là một di chuyển đi xuống mà là không đủ lớn để có một thị trường gấu (ex post).
Một dạng khác của xu hướng phụ được gọi là một hồi phục thị trường gấu (đôi khi được gọi là "hồi phục non nớt" hay "trả lại con mèo chết") bao gồm một sự gia tăng giá cả thị trường chỉ 10% hoặc 20% và sau đó là thịnh hành, lấy lại xu hướng thị trường gấu. Các hồi phục thị trường gấu đã xảy ra trong chỉ số Dow Jones sau sụp đổ thị trường chứng khoán năm 1929 dẫn xuống đến đáy thị trường vào năm 1932, và trong suốt cuối thập niên 1960 và đầu thập niên 1970. Chỉ số Nikkei 225 Nhật Bản đã được đặc trưng bởi một số hồi phục thị trường gấu kể từ cuối những năm 1980 trong khi trải qua một xu hướng đi xuống dài hạn tổng thể.

## Xu hướng trường kỳ
Một xu hướng thị trường trường kỳ là một xu hướng dài hạn kéo dài từ 5 đến 25 năm và bao gồm một loạt các xu hướng chính. Một thị trường gấu trường kỳ bao gồm các thị trường bò nhỏ hơn và thị trường gấu lớn hơn, thị trường tăng trường kỳ bao gồm các thị trường bò lớn hơn và thị trường gấu nhỏ hơn.
Trong thị trường tăng trường kỳ xu hướng phổ biến là "tăng" hoặc di chuyển lên. Thị trường chứng khoán Hoa Kỳ được mô tả là trong một thị trường tăng trường kỳ từ khoảng 1983 đến 2000 (hoặc 2007), với các rối loạn ngắn bao gồm sụp đổ năm 1987 và sự sụp đổ thị trường 2000-2002 bị kích hoạt bởi bong bóng công nghệ Internet.
Trong một thị trường gấu trường kỳ, xu hướng phổ biến là "giảm giá", hoặc di chuyển xuống. Một ví dụ về một thị trường gấu trường kỳ xảy ra trong vàng giữa tháng 1 năm 1980 đến tháng 6 năm 1999, mà đỉnh cao với Đáy Brown. Trong thời gian này giá vàng danh nghĩa đã giảm từ mức cao 850 USD/ao-xơ (30 USD/g) đến mức thấp 253 USD/ao-xơ (9 USD/g), và trở thành một phần của Đại khủng hoảng hàng hóa toàn cầu.

## Cảm tính đầu tư
Cảm tính nhà đầu tư là một Chỉ báo thị trường chứng khoán trái ngược. Theo định nghĩa, thị trường cân bằng người mua và người bán, vì vậy nó không thể có nghĩa là 'người mua hơn người bán' hoặc ngược lại, mặc dù đó là một biểu hiện phổ biến. Thị trường gồm có các nhà đầu tư và các thương nhân. Các nhà đầu tư có thể làm chủ một chứng khoán trong nhiều năm; các thương nhân đặt một vị trí trong vài tuần cho tới vài giây. Nói chung, các nhà đầu tư theo một chiến lược mua-cao, bán-thấp. Các thương nhân cố gắng "làm giảm" các hành động của các nhà đầu tư (mua khi họ bán, bán khi họ mua). Một dâng lên trong cầu từ những nhà đầu tư nâng cao giá chào (asks) của các thương nhân, trong khi một dâng lên trong cung đánh vào giá mời (bids) của các thương nhân.
Khi một bộ phận các nhà đầu tư biểu hiện một cảm tính có tính Bò (tiêu cực), một số nhà phân tích xem nó là một tín hiệu mạnh rằng một đáy thị trường có thể đã cận kề. Khả năng dự đoán của một tín hiệu như vậy (xem cảm tính thị trường) được chuyển thành cao nhất khi cảm tính nhà đầu tư đạt tới các giá trị cực đoan. Các chỉ báo đo lường cảm tính nhà đầu tư có thể bao gồm: 
David Hirshleifer nhìn thấy trong hiện tượng xu hướng một đường dẫn bắt đầu với dưới phản úng và kết thúc trong quá phản ứng bởi các nhà đầu tư/nhà đầu cơ.
- Chỉ số cảm tính trí tuệ nhà đầu tư: Nếu lây lan Bò-Gấu (% của Bò - % của Gấu) đóng ở một thấp lịch sử, nó có thể là tín hiệu của một đáy. Thông thường, số gấu được khảo sát sẽ vượt quá số bò. Tuy nhiên, nếu số bò ở tại một cực cao và số gấu ở tại một cực thấp, một cách lịch sử, một đỉnh thị trường có thể vừa xuất hiện hoặc gần xảy ra. Đo lường trái ngược này là đáng tin cậy hơn cho phối hợp ngẫu nhiên của nó tại các đáy thị trường hơn là các đỉnh.
- Chỉ số cảm tính của Hiệp hội các nhà đầu tư cá nhân Hoa Kỳ (AAII): Nhiều người cảm thấy rằng đa số sụt giảm xuất hiện một khi chỉ báo này là -15% hoặc thấp hơn.
- Các chỉ báo cảm tính khác bao gồm tỉ lệ Nova-Ursa, the Short Interest/Total Market Float, và tỉ lệ Đặt giá/Gọi giá.

## Ảnh hưởng
Xu hướng thị trường có nhiều biến động về nhân khẩu học và công nghệ. Trong một cái nhìn kinh tế vĩ mô, tình trạng hiện tại của niềm tin người tiêu dùng trong chi tiêu sẽ thay đổi lưu thông tiền tệ. Trong một cái nhìn kinh tế vi mô, nhân khẩu học trong một thị trường sẽ thay đổi sự tiến bộ của các doanh nghiệp và các công ty. Với sự ra đời của Internet, người tiêu dùng có quyền truy cập vào các nhà cung cấp khác nhau cũng như các sản phẩm và dịch vụ thay đổi theo hướng mà thị trường sẽ đi thay thế.
Mặc dù vậy, người ta tin rằng xu hướng thị trường theo một hướng trên một vấn đề thời gian, có nhiều yếu tố khác nhau có thể thay đổi ý tưởng này. Đường cong công nghệ chữ S như được giải thích trong cuốn sách Lưỡng nan của Người đổi mới. Nó khẳng định công nghệ mà sẽ bắt đầu chậm sau đó tăng lên trong một lần người dùng hiểu rõ hơn, cuối cùng chững lại một khi công nghệ khác thay thế nó. Điều này cho thấy sự thay đổi trên thị trường là thực sự phù hợp.